# Calosoma elegans
Calosoma (Callisthenes) elegans – gatunek chrząszcza z rodziny biegaczowatych, podrodziny Carabinae i plemienia Carabini.
Gatunek ten został opisany w 1859 roku przez Theodora F. W. Kirscha.
Tęcznik o dużej głowie i nieco bardziej podłużnym ciele niż C. panderi i C. kushakevitchi, a przedpleczu bardziej niż u tych gatunków zaokrąglonym. Tylne kąty przedplecza wystające. Rzędy pokryw ma słabo widoczne, a rejon barkowy pokryw ziarenkowany.
Chrząszcz palearktyczny, środkowoazjatycki. Występuje w Kazachstanie oraz przyległych terenach Kirgistanu, Uzbekistanu i Chin.
Wyróżnia się 12 podgatunków tego chrząszcza:
- Calosoma elegans amethystinus Semenov et Redikorzev, 1928
- Calosoma elegans ballioni Solsky, 1874
- Calosoma elegans danilevskii Obydov, 1997
- Calosoma elegans elegans Kirsch, 1859
- Calosoma elegans karagaicus Lapouge, 1924
- Calosoma elegans keminensis Obydov, 2001
- Calosoma elegans kolshengelicus Obydov, 1997
- Calosoma elegans manderstjernae Ballion, 1870
- Calosoma elegans purpureus Obydov, 2001
- Calosoma elegans saryakensis Kabak, 1992
- Calosoma elegans semenovi Motschulsky, 1859
- Calosoma elegans valentinae Obydov, 1997